# Erkenning (adel)
Volgens de Nederlandse Wet op de Adeldom van 1 augustus 1994 kan erkenning van een Nederlands burger in de adelstand slechts plaatsvinden "bij Koninklijk Besluit"  ten aanzien van personen die behoren tot een geslacht dat voor 1795 reeds tot de inheemse adel behoorde.
Dit artikel treft de door Lodewijk Napoleon en Napoleon I in de adelstand verheven geslachten. Voor zover zij niet al eerder werden erkend is erkenning in het vervolg door de wet uitgesloten. 
Koning Willem I heeft, om de Ridderschappen te kunnen vullen en een hofadel in zijn nieuwe koninkrijk te kunnen scheppen een groot aantal families als adel erkend. Hij heeft niet alle families die tot de oeradel, de adel van vóór 1795, de adel van het Koninkrijk Holland en zijn door Napoleon genobileerde Nederlandse en Belgische onderdanen erkend. Sommigen waren niet rijk genoeg en konden de stand niet ophouden. Anderen waren politiek omstreden. 
In het verleden was er een ruimere regeling. Tot na de Tweede Wereldoorlog werden Nederlanders, voor zover behorende tot oude adellijke families, op hun verzoek als Nederlandse adel erkend. In 1953 besloot de ministerraad dat er geen nieuwe verheffingen, buiten het Koninklijk Huis, zouden plaatsvinden. De wet van 1994 bekrachtigde deze praktijk. Het is in de wet niet uitgesloten dat ook na 1994 nog erkenningen, van families die kunnen aantonen dat zij ook voor de Franse inval in Nederland tot de inheemse adel behoorden, zullen plaatsvinden.